# 王灵镇
王灵镇，是中华人民共和国广西壮族自治区南宁市宾阳县下辖的一个乡镇级行政单位。

## 行政区划
王灵镇下辖以下地区：
王灵社区、秀山村、七新村、大宁村、八岭村、三择村、义和村、黄兴村、张安村、芳雷村和王灵农场生活区。